# Дмитриј Сењавин
Дмитриј Сењавин (Боровск, 17. август 1763 — Санкт Петербург, 5. април 1831) је био руски адмирал, који се сматра једним од највећих адмирала током Наполеонских ратова. Био је савезник Петра I Петровића Његоша и заједно са Црногорцима је ратовао и ослободио Боку которску.

## Војна служба под Ушаковом командом
Одрастао је у племићкој породици поморских капетана. Завршио је поморску школи 1780. године. Прикључио се Црноморској флоти одмах по њеном формирању 1783. године. Помагао је приликом конструкције поморске базе у Севастопољу. Брзо је напредовао, јер се исказао одлучним акцијама, а и кнез Потемкин му је поверио слање дипломатске поште руској амбасади у Константинопољу. За време Руско-турског рата (1787—1792), Сењавин се истакао током једне битке, али показао је и нестрпљење са опрезним приступом свог команданта Ушакова, а није ни поштовао његов ауторитет, па му је претило смањење чина. Потемкин је посредовао и наговорио Ушакова да га не кажњава. За време Ушаковљеве медитеранске експедиције (1798 — 1800), Ушаков је командовао бродом Свети Петар, који је имао 72 топа. Његови морнари су учествовали у заузимању француске тврђаве у Лефкади, а учествовали су у освајању Крфа. После тога управљао је лукама Севастопољ и Херсон, а 1804. унапређен је у адмирала.

## Медитерански поход
Сењавин је као вицеадмирал био главни командант медитеранског похода 1806. године. До септембра 1806, Сењавин је освојио јужни Јадран, прекинуо је дубровачку поморску трговину. Петар I Петровић Његош и Црногорци су му били савезници током тога рата. Руска флота је освојила Корчулу и Вис, а Аустрију је присилио да му преда Котор. Тим операцијама на Медитерану спречио је Французе да заузму јонска острва. Сав његов труд је био узалудан, јер је Тилзитским миром 1807, руски цар био присиљен да одустане од свих тих територијалних добитака.
Већ пре Тилзитског мира избио је Руско-турски рат (1806—1812), па је Сењавинова ескадрила отпловила у Егеј, са циљем да нападне Константинопољ. До Дарданела је дошао 24. фебруара 1807. године. Острво Тенедос је освојио у марту, па га је користио за контролу теснаца. Блокирао је Дарданеле и одсекао је Константинопољ морским путем. Британски адмирал Томас Дакворт је одбио да помогну Русима, па се Сењавин борио против много бројнијих Турака. Блокада Константинопоља изазвала је глад и побуну, у којој је султан Селим III замењен новим султаном Мустафом IV, који је наредио да се разбије блокада. Турски флота сукобила се са руском флотом у бици код Дарданела и бици код Атоса. У обе битке Руси су били победници и осигурали су руску надмоћ у Егејском мору.

## Лисабонски инцидент
Кад је чуо за одредбе Тилзитског мира из 1807, Сењавин је заплакао. Русија је одустала од свих његових освајања. Русија је постала Наполеонов савезник, а непријатељ Велике Британије. После осам дана велика руска флота (5 бојних бродова, 4 фрегате, 4 корвете) требало је да се врати у Севастопољ. Сењавин је требало да предводи остатак флоте у Балтичко море, где се управо кувао Фински рат против Шведске. Кренуо је са Крфа 19. септембра 1807. године. Олујно невреме присилило је флоту да потражи склониште у Лисабону 30. октобра 1807. Британска морнарица је блокирала луку, а англо-руски рат је проглашен у новембру. Француске снаге су се нашле у Португалији. Наполеон је добио од руског цара Александра I Романова право да даје Сењавину наређења преко руске амбасаде у Паризу. Французи су захтевали да Сењавин одмах замени све британске официре на својим бродовима са Французима или Немцима. Сењавин је љубазно одбио Наполеонова наређења, не желећи да се сукобљава са донедавним пријатељима Енглезима, а и не желећи да ризикује своју флоту, која се нашла заробљена. У јулу 1808. Сењанинови бродови су још увек били блокирани, а тада су га Французи посетили тражећи да помогне у сукобу са Шпанцима и Португалцима. Он је опет одбио, правдајући се да нема одобрење рускога цара. У августу 1808. Французи су били присиљени да напусте Португал. Сењавин је остао суочен са британским бродовима. Сењавин се није предавао. Тврдио је да је неутралан и да ће дигнути све бродове у ваздух и запалити Лисабон, ако га нападну. Постигао је са Енглезима договор да га британска морнарица испрати до Лондона, али са уздигнутом руском заставом. Ту је дуго био задржаван. У Ригу је стигао тек 9. септембра 1809.

## Пад у немилост и каснија каријера
Због непослушности у Лисабонском инциденту Сењавин је пао у немилост и више није командовао ратним бродовима. Бавио се само администрацијом лука. Међутим остао је јако популаран, тако да су за време устанка декабриста, завереници планирали да он постане члан привремене владе. Када је избио Грчки рат за независност 1821, грчки устаници су тражили руског цара да им пошаље чувенога Сењавина, али њиховом захтеву није удовољено. Тек после смрти цара Александра I Романова, нови цар Николај I Романов поставио га је на чело Балтичке флоте.